# Towarzystwo Przyjaciół Dzieci
Towarzystwo Przyjaciół Dzieci (TPD) – ogólnopolskie stowarzyszenie prowadzące działalność pożytku publicznego na rzecz dzieci.
W ramach działalności służy dzieciom – przede wszystkim wymagającym ratunku i pomocy. Walczy o dobro dzieci: powracających z zesłania i obozów koncentracyjnych, osieroconych i zagrożonych sieroctwem, żyjących w skrajnej nędzy i poniżeniu, głodnych, żebrzących, bezdomnych, nieślubnych, wykorzystywanych, zaniedbanych edukacyjnie i wychowawczo, maltretowanych fizycznie i psychicznie, sprawiających trudności wychowawcze, wykolejonych, zagrożonych uzależnieniami i uzależnionych (od alkoholu, narkotyków i nikotyny), o złym stanie zdrowia i niepełnosprawnych.

## Historia
Towarzystwo powstało w 1949 w wyniku zjednoczenia Robotniczego Towarzystwa Przyjaciół Dzieci oraz Chłopskiego Towarzystwa Przyjaciół Dzieci. W tym samym roku nadano statut TPD.

## Działalność

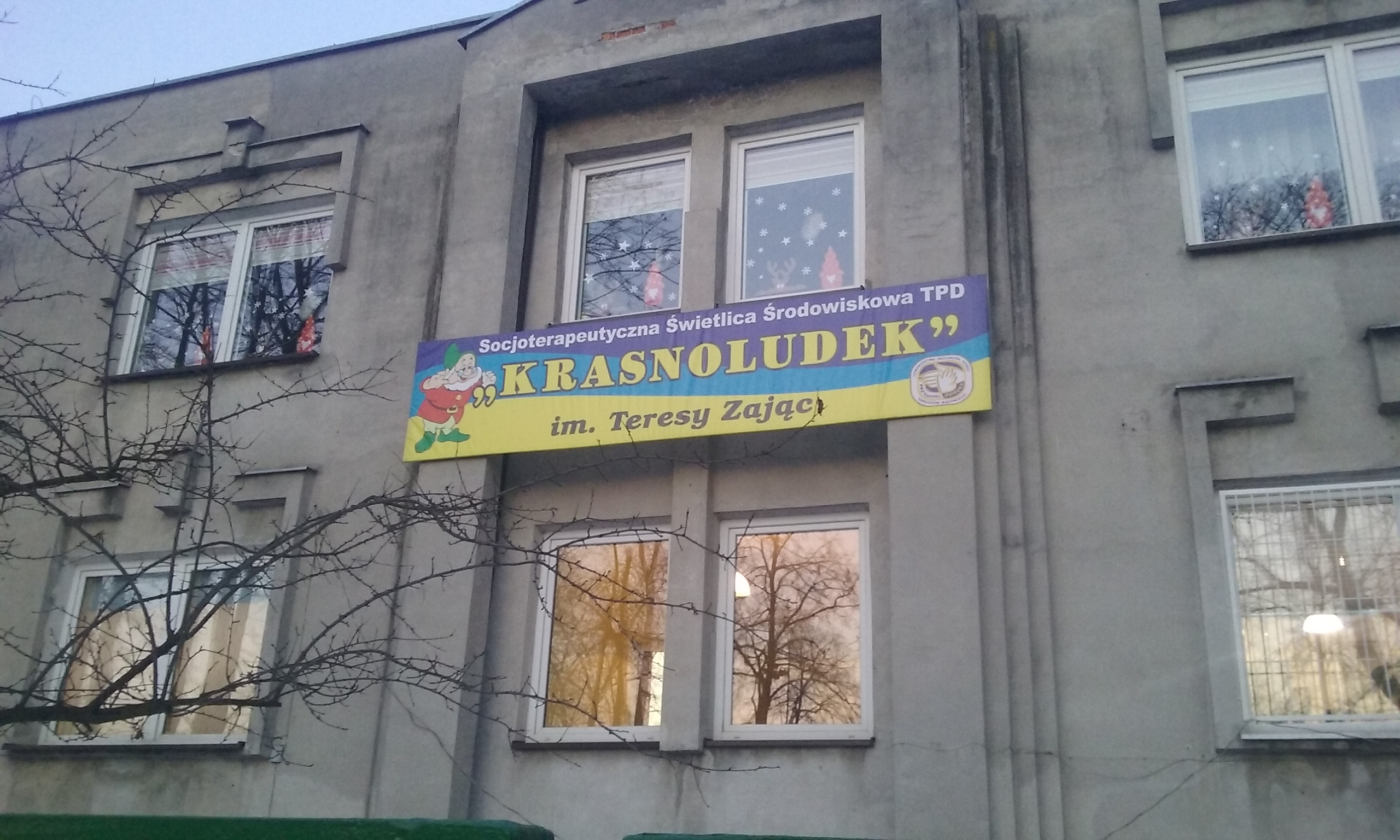
Świetlica Towarzystwa Przyjaciół Dzieci w Tomaszowie Mazowieckim

Towarzystwo pomaga rodzicom, władzom samorządowym i państwowym w wypełnianiu ich obowiązków wobec dzieci. Posiada w tej działalności liczący się dorobek. Wypracowywany on był przez Robotnicze Towarzystwo Przyjaciół Dzieci (od 1919), Chłopskie Towarzystwo Przyjaciół Dzieci (od 1949) i po ich zjednoczeniu przez TPD (od 1949). Wtedy Towarzystwo jest elementem wpływu na młodzież i pedagogię ze strony obowiązującego systemu politycznego.
Towarzystwo jest orędownikiem wszechstronnego rozwoju dzieci, wychowania ich na ludzi wrażliwych na krzywdę i niesprawiedliwość społeczną, uspołecznionych, gospodarnych, pracowitych, tolerancyjnych, dobrze przygotowanych do życia w rodzinie i demokratycznym społeczeństwie.
Towarzystwo ma współudział w rozwoju rzecznictwa spraw i praw dziecka, w budzeniu powszechnej wrażliwości na jego zagrożenia, krzywdy i potrzeby. Hasło Towarzystwa „Wszystkie dzieci są nasze”, spopularyzowane zostało z okazji Międzynarodowego Dnia Dziecka (Święta Dziecka), którego było przez wiele lat inicjatorem i organizatorem.
W ciągu dziesięcioleci Towarzystwo m.in. organizowało i prowadziło:
- domy dziecka dla dzieci osieroconych i zagrożonych sieroctwem społecznym (bezpośrednio po latach niewoli i dwóch wojnach światowych);
- wakacyjny wypoczynek dla dzieci (półkolonie, kolonie, obozy, biwaki, małe formy wczasów w miejscu zamieszkania, dziecińce wiejskie dla „maluchów” w okresach pilnych prac polowych, ośrodki wycieczkowe dla dzieci ze wsi w atrakcyjnych pod względem turystycznym miastach);
- dla małych dzieci: kuchnie mleczne, punkty opieki nad matką i dzieckiem na wsi, środowiskowe punkty opieki, żłobki, przedszkola społeczne;
- placówki ważne dla zdrowia dzieci: prewentoria, sanatoria, punkty sanitarne na wsi, poradnie higieniczno-wychowawcze, Przychodnię Przeciwgruźliczą dla Dzieci i Młodzieży w Łodzi;
- dla dzieci w wieku szkolnym: szkoły świeckie, „zielone klasy”, bursy, internaty, świetlice dworcowe, domy wczasów dziecięcych;
- placówki i formy działalności służące organizacji czasu wolnego dzieci i młodzieży np.: świetlice, samorządy dziecięco-młodzieżowe, środowiskowe ogniska wychowawcze (w tym socjoterapeutyczne i integracyjne) – ratujące dzieciom rodzinę naturalną, zapewniającą im powodzenie w nauce i w życiu; place zabaw, ogródki jordanowskie, wypożyczalnie sprzętu sportowego, turystycznego, biblioteki (w tym ruchome), amatorskie i profesjonalne teatry kukiełkowe;
- dożywianie dzieci, walkę o wprowadzenie posiłku dla wszystkich dzieci w placówkach edukacyjnych, pomoc materialną dzieciom z rodzin najuboższych, oświatę zdrowotną wśród dzieci, młodzieży oraz ich rodziców i wychowawców, zajęcia z zakresu kultury fizycznej, sportu i turystyki;
- działalność służącą przeciwdziałaniu wypadkowości dzieci w ruchu drogowym;
- działalność w zakresie podnoszenia poziomu kultury pedagogicznej rodziców i społeczeństwa.

Towarzystwo podejmowało nowatorskie formy działalności. Można do nich zaliczyć:
- Ogniska przedszkolne. Placówki te (organizowane głównie na wsi) wyrównywały braki w rozwoju i wychowaniu dzieci, przygotowywały je do szkoły, dawały im szansę powodzenia w nauce. Z czasem przejęła je Oświata. Stały się inspiracją dla systemowego przygotowywania wszystkich sześciolatków do szkoły;
- Zainicjowanie i rozwijanie – rodzinnych form opieki i wychowania dla dzieci osieroconych: rodzin adopcyjnych, zastępczych (okresowych – na czas uregulowania sytuacji prawnej dziecka, spokrewnionych, obcych i terapeutycznych – dla dzieci przewlekle chorych i niepełnosprawnych) oraz rodzinnych domów dziecka.
- Stworzenie koncepcji i zorganizowanie, dla realizacji tego zadania, sieci specjalistycznych placówek: ośrodków adopcyjno-opiekuńczych TPD oraz Krajowego Ośrodka Adopcyjno-Opiekuńczego (m.in. dla wspierania działalności Ośrodków terenowych oraz organizacji adopcji zagranicznych dla dzieci, które nie mają szans na pozyskanie rodziny przybranej w kraju ze względu na stan swego zdrowia lub kalectwa) wraz z Bankiem Informacji o Dzieciach Zakwalifikowanych do Rodzin Przybranych. Aktualnie część Ośrodków adopcyjno-opiekuńczych TPD przejęły władze publiczne i je nadal prowadzą (wraz z Bankiem). Ośrodki są obecnie prowadzone także przez inne stowarzyszenia i instytucje. Z inicjatywy Towarzystwa (kół i Komitetu ZG TPD im. K. Jeżewskiego) zorganizowano w Polsce pierwsze „Wioski Dziecięce”.
- Wypracowanie koncepcji kolonii zdrowotnych (w tym także integracyjnych) dla dzieci przewlekle chorych i niepełnosprawnych. Przez wiele lat Towarzystwo spełniało wiodącą rolę w ich organizacji i upowszechnianiu na terenie kraju. Aktualnie są już prowadzone przez wielu innych organizatorów.
- Wypracowanie całościowej koncepcji opieki i wychowania dzieci w środowisku zamieszkania, która obejmuje: integrację poczynań w zakresie zdrowia i wychowania dzieci od najwcześniejszego okresu ich życia poczynając (niemowlęcego), stworzenie dzieciom odpowiednich warunków dla edukacji i pożytecznego spędzania czasu wolnego, wspierania rodziny w spełnianiu jej funkcji opiekuńczo-wychowawczych, organizację życia społecznego dzieci, młodzieży i dorosłych sprzyjającą budowie w miejscu zamieszkania przyjaznego dzieciom społecznego środowiska wychowawczego, w którym funkcjonuje współodpowiedzialność mieszkańców za dzieci swej wsi, a w mieście swego podwórka lub osiedla.
- Zapoczątkowanie społecznej samopomocowej działalności na rzecz dzieci przewlekle chorych i niepełnosprawnych. Towarzystwo stworzyło dla rodziców tych dzieci warunki do twórczej, nieskrępowanej społecznej działalności. Początek tym społecznym ruchom TPD dali rodzice dzieci upośledzonych umysłowo (1963 r.). W oparciu o ich doświadczenia zaczęły rozwijać się ruchy społeczne rodziców posiadających dzieci przewlekle chore i o innych niepełnosprawnościach (m.in.: z cukrzycą, niepełnosprawne ruchowo, wymagające diety bezglutenowej, z chorobami nowotworowymi, wrodzonymi wadami serca, padaczką, z wrodzoną łamliwością kości, z rozszczepem wargi i podniebienia).

Towarzystwo posiada na terenie kraju rozbudowaną strukturę organizacyjną. Aktualnie w 3 tys. kół zrzesza 150 tys. członków. Ma oddziały na szczeblach gminnych, miejskich, powiatowych i wojewódzkich. Ogniwa Towarzystwa są ośrodkami inicjatyw społecznych służących dzieciom, a równocześnie swą samorządną i samopomocową działalnością wnoszą wkład w budowę społeczeństwa obywatelskiego, demokratycznego w Polsce.
Najwyższym odznaczeniem TPD jest Medal im. dr. Henryka Jordana, przyznawany za zasługi w rozwoju opieki zdrowotnej, upowszechnianie kultury fizycznej wśród dzieci i młodzieży.

## Prezesi Zarządu Głównego TPD
- Dorota Kłuszyńska (1949–1952)
- Wojciech Pokora (1952–1956)
- Stanisław Tułodziecki (1957–1969)
- Stanisław Wojtaś (1969–1972)
- Jerzy Wołczyk (1972–1975)
- Waldemar Winkiel (1975–1981)
- Leszek Gomółka (1981–1991)
- Aleksandra Makowska (1991–1992)
- Joanna Staręga-Piasek (1992–1995)
- Aleksandra Makowska (1995–1999)
- Sławomir Izak (1999–2002)
- Wiesław Kołak (2002–2023)
- Grzegorz Piestrak (2023-)

## Odznaczenia
W 2015 Towarzystwo otrzymało Odznakę Honorową za Zasługi dla Ochrony Praw Dziecka.